# Флайбридж
Флайбридж (англ. flybridge, flying bridge) — открытая площадка, мостик на крыше ходовой рубки судна с дополнительным постом управления, а также местами отдыха для пассажиров.

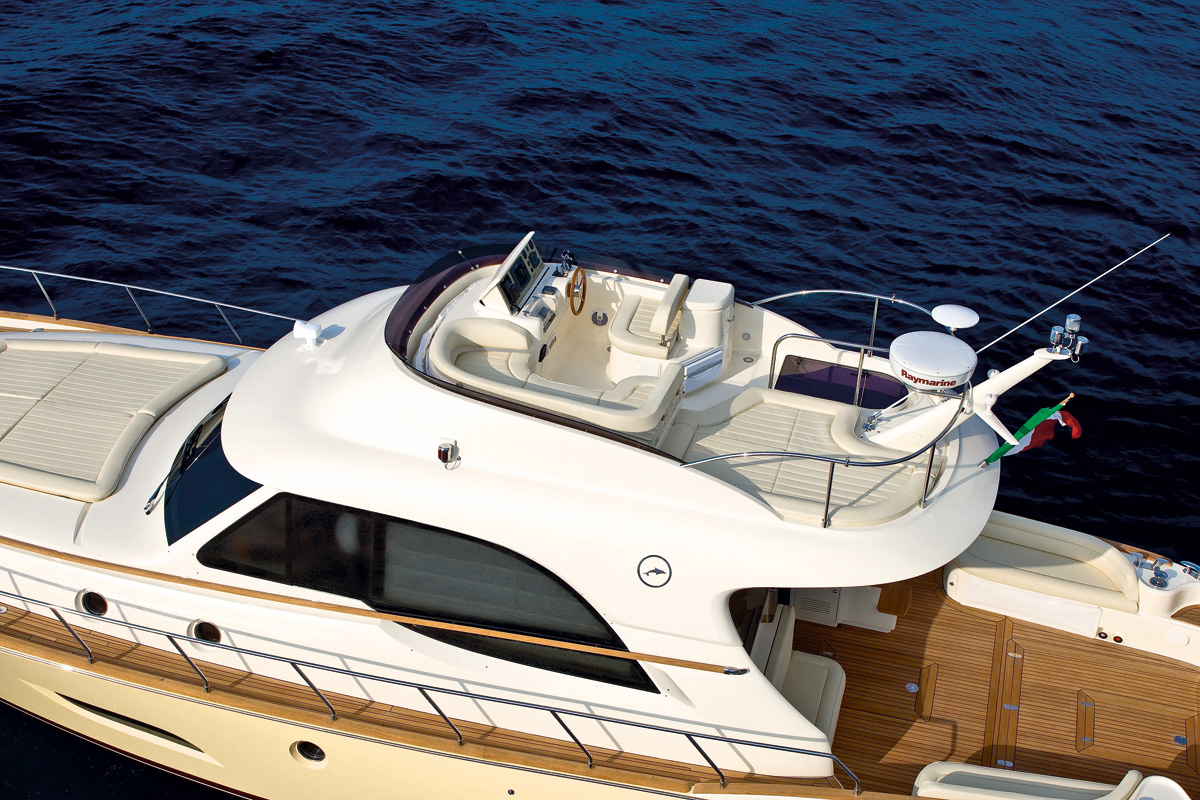
Флайбридж на яхте Dolphin 54’ компании Mochi Craft

## История
До Второй мировой войны практически на каждом парусном судне, пароходе, мониторе или круизном корабле существовал дополнительный пост управления для управления судном под открытым небом над ходовой рубкой. Обычно он не был закрыт крышей (хотя иногда встречались частично закрытые), и на нём было установлено совсем немного оборудования, как правило, только переговорная трубка или телефон для обеспечения связи с рулевым на капитанском мостике.
Флайбридж почти всегда является самым высоким мостиком на корабле, поэтому в военное время на нём устанавливали различные виды вооружения, в зависимости от типа судна и необходимости.

## Флайбриджные яхты

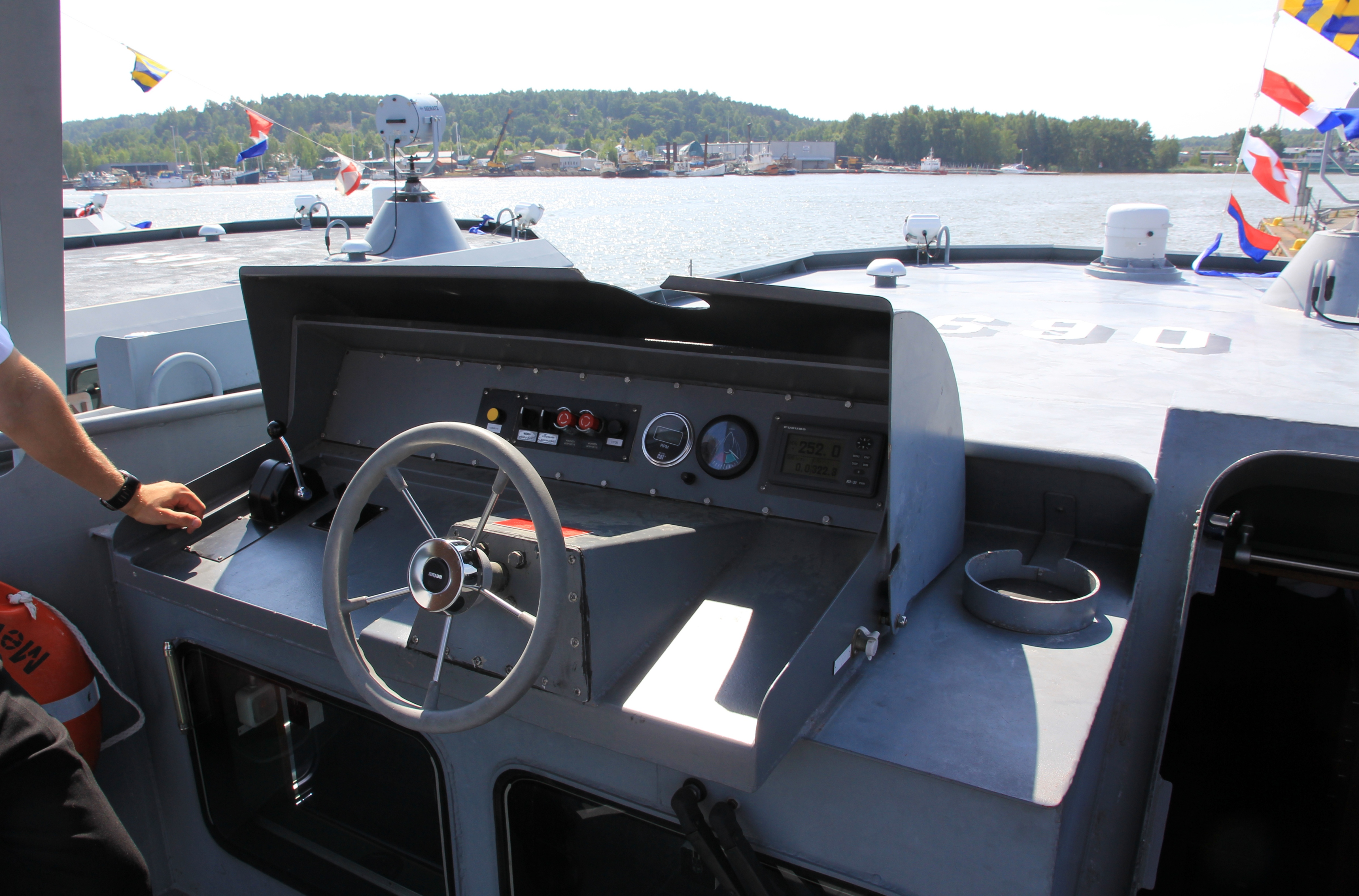
Пост управления на флайбридже финского тренировочного судна Fabian Wrede

В яхтенном судостроительстве флайбридж начали использовать в середине 1970-х годов благодаря идеям яхтенного архитектора Бернарда Олесински. Тогда же, исходя из дополнительной полезной площади яхты, на флайбридже стали помещать удобные диваны для гостей, столики, места для солнечных ванн и т. д. Таким образом, флайбридж стал не только постом управления, но и зоной отдыха.

С 1980-х годов на флайбридже устанавливаются стул прямо над центральной линией судна, некоторые электронные системы контроля и управления, а также радар, радио, эхолот и другие устройства.

Наличие флайбриджа снижает скорость яхты, так как увеличивает её массу. В отличие от открытых типов яхт, скорость флайбриджных яхт меньше и достигает в среднем 30 узлов (55 км/ч) против 40—50 узлов (70—90 км/ч).
Кроме того, оснащение флайбриджа постом управления и мебелью приводит к тому, что яхты с флайбриджем стоят дороже аналогичных яхт других типов без флайбриджа.

## Флайбридж на подводных лодках
На подводных лодках флайбридж называют ходовым мостиком. Это самая высокая точка боевой рубки, служащая для лучшей визуальной навигации во время нахождения подводной лодки на поверхности. На американских подлодках флайбриджи стали появляться после 1917 года.